# Нюпорт (Ню Хампшър)
Вижте пояснителната страница за други населени места с името Нюпорт.
Нюпорт (на английски: Newport) е град в САЩ, щата Ню Хампшър. Административен център е на окръг Съливан. Населението на града е 6367 души (по приблизителна оценка от 2017 г.). Районът около Нюпорт е известен с овощията си – най-вече ябълки и с производството си на кленов сироп.